# Советский лазерный пистолет
Лазерный пистолет с пиротехнической лампой-вспышкой (лазерное оружие индивидуальной самообороны космонавтов) — советское экспериментальное ручное лазерное оружие несмертельного действия, разработанное в 1984 году конструкторской группой Военной академии РВСН. Предназначен для эффективного выведения из строя чувствительных элементов оптических систем противника — в условиях космического аппарата либо в открытом космосе в ближнем бою — без риска повредить обшивку или неоптическое оборудование и без отдачи, не позволяющей использовать огнестрельное и др. кинетическое оружие в невесомости.
Является памятником науки и техники.

## История создания
В 1970-е годы многие государства (в первую очередь — СССР и США) развернули программы, ведущие работы по созданию различных лазерных устройств военного и мирного назначения — в том числе были начаты работы по созданию оружия, поражающим элементом которого является лазерный луч.
Сотрудниками Военной академии РВСН была начата разработка «индивидуального лазерного оружия самообороны космонавта» — лазерного пистолета. Исследовательская группа возглавлялась начальником кафедры, заслуженным деятелем науки и техники РСФСР, доктором технических наук, профессором, генералом-майором Виктором Самсоновичем Сулаквелидзе (1919—1984). Теоретическими и экспериментальными исследованиями поражающего действия лазерного пистолета занимался доктор технических наук, профессор Борис Николаевич Дуванов. Конструкция оружия отрабатывалась научным сотрудником А. В. Симоновым, научный сотрудник Л. И. Авакянц и адъюнкт В. В. Горев участвовали в испытаниях, слушатель академии Коваленко А.Ф. разрабатывал пиротехнические лампы-вспышки. Перед конструкторами стояла цель разработать лазерное оружие, которое по весу, размерам и компоновке не отличалось бы от армейского пистолета.

## Устройство
Лазерный пистолет представляет собой волоконный лазер оптической накачки. Его основными элементами, как и любого лазера, являются активная среда, источник накачки и оптический резонатор.
Источник оптической накачки лазерного пистолета представляет собой одноразовые пиротехнические лампы-вспышки, выполненные в виде патронов калибром 10 мм, внутри которых находится пиротехническая смесь и покрытая горючей пастой вольфрамо-рениевая нить для её поджига. Пиротехническая смесь поджигается путём подачи на вольфрамо-рениевую нить электрической энергии от внешнего источника. Восемь ламп-вспышек располагаются в магазине, аналогично патронам в обойме огнестрельного оружия. После каждого «выстрела» израсходованная лампа выбрасывается, подобно гильзе, и следующая подается в осветительную камеру.
Пиротехническая смесь лампы-вспышки — циркониевая фольга, кислород и соли металла. Подожжённый металл в лампе сгорает за 5-10 мс при температуре порядка 5000 К. Благодаря использованию в лампе-вспышке циркониевой фольги удельная световая энергия пиротехнической лампы в три раза выше, чем у обычных образцов, в которых используется магний. Добавленные в смесь соли металла «подгоняют» излучение лампы к спектру поглощения активного элемента. Пиротехническая смесь нетоксична и не подвержена самопроизвольному детонированию.
Активная среда и оптический резонатор оружия представляют собой волоконно-оптический активный элемент, который поглощает излучение от сгорающей в осветительной камере лампы-вспышки. Это вызывает в нём лазерный импульс, направляемый через ствол пистолета к цели.
Энергия излучения, находящаяся в пределах 1-10 Дж (сравнимо с пулей, выпущенной из пневматической винтовки), достаточна для выведения из строя чувствительных элементов оптических систем (в том числе глаз человека) противника, но слишком мала для повреждения обшивки космического аппарата или не являющихся оптическими приборов (это достигается благодаря тому, что глаз и оптика фокусируют лучи, на порядки увеличивая плотность излучения).
Ослепляющее и обжигающее действие луч сохраняет на расстоянии до 20 м.

## Варианты
На базе лазерного пистолета был также создан лазерный револьвер с барабанным магазином на шесть «патронов». Возможна модификация пистолета из боевого оружия в медицинский инструмент.

## Лазерный пистолет в настоящее время
Лазерный пистолет с пиротехнической лампой-вспышкой является памятником науки и техники. Его экземпляр хранится в экспозиции Музея истории военной академии РВСН имени Петра Великого, являясь самым популярным экспонатом музея.

## Культурное влияние
- Работам по созданию индивидуального лазерного оружия посвящён учебно-популярный фильм «Опасный луч» киностудии Министерства обороны Российской Федерации[4].
- В фильме 2001 года «Планета обезьян» вымышленное оружие главного героя визуально практически идентично лазерному пистолету (но стреляет летящими со сравнительно небольшой скоростью сгустками энергии, похожими на плазмоиды)[5].
- В фантастическом романе Сергея Лукьяненко «Звёзды — холодные игрушки» (1997) фигурирует разработанный российскими или советскими учёными лазерный пистолет, использующий одноразовые патроны-конденсаторы, содержащиеся в магазине и выбрасываемые, как стреляные гильзы, после каждого выстрела.